# Rhyacophila banra
Rhyacophila banra är en nattsländeart som beskrevs av Olah 1987. Rhyacophila banra ingår i släktet Rhyacophila och familjen rovnattsländor. Inga underarter finns listade i Catalogue of Life.